# Fuente del Milenio
La Fuente del Milenio es un monumento público emplazado en la intersección de la Avenida San Martín y la peatonal Roque Sáenz Peña, en Junín, Argentina. En el centro se encuentra la obra Tríada. El autor es el artista Gyula Kosice. Fue encargada por la municipalidad de Junín a fines del siglo XX con el objetivo de reflejar el tránsito al nuevo milenio en una obra de arte perdurable. La inauguración se produjo a fines de 2000.
El monumento se ha convertido en un ícono juninense, siendo uno de los lugares preferidos para espectáculos artísticos al aire libre. Rodeada por la Torre San Martín, la moderna Plaza Fuerzas Armadas y el extremo del remodelado centro comercial de la calle Roque Sáenz Peña, forman un atractivo y vanguardista espacio urbano.

## Características
La altura total del monumento es de 7 metros, y está conformado por tres volúmenes a partir de segmentos de semicurvas elaborados con hormigón.  Para hacer sobresalir la piedra a la vista, Kosice recurrió a la técnica del martelinado. En la parte superior posee un círculo espacial recubierto de planchas de acero inoxidable, iluminadas con luces concéntricas. Los chorros de agua que emergen del perímetro permiten apreciar la masa escultórica en toda su potencia.

## El autor
Gyula Kosice fue un artista checo-argentino, uno de los iniciadores del arte abstracto no figurativo en América Latina. Kosice se destacó por sus hidroesculturas, las que realizó por cuarenta años.
Otra de sus obras destacadas es la escultura-fuente ubicada en la ciudad de Buenos Aires, en la intersección de la Avenida 9 de Julio y Marcelo T. de Alvear. Se denomina Homenaje a la Democracia y tiene un metro menos de altura que la de Junín.